# Benadalid
Benadalid ist ein südspanischer Ort und eine Gemeinde (municipio) mit nur noch 234 Einwohnern (Stand: 2024) in der Provinz Málaga in der autonomen Gemeinschaft Andalusien.

## Lage und Klima
Der Ort Benadalid liegt etwa 3 km westlich des Río Genal in den meist bewaldeten Bergen im Süden der Serranía de Ronda in einer Höhe von ca. 690 m. Die Stadt Ronda befindet sich ca. 29 km (Fahrtstrecke) nordöstlich; der Ort Gaucín liegt nur ca. 13 km südwestlich. Das Klima ist gemäßigt bis warm; Regen (ca. 785 mm/Jahr) fällt überwiegend im Winterhalbjahr.

## Bevölkerungsentwicklung
| Jahr      | 1857  | 1900 | 1950 | 2000 | 2020 |
| Einwohner | 1.144 | 822  | 642  | 278  | 235  |

Die Mechanisierung der Landwirtschaft, die Aufgabe bäuerlicher Kleinbetriebe (Höfesterben) und die daraus resultierende Arbeitslosigkeit haben seit der Mitte des 20. Jahrhunderts zu einem immer noch anhaltenden Bevölkerungsschwund geführt (Landflucht).

## Wirtschaft
Der Ort und seine Bevölkerung sind traditionell von der Landwirtschaft abhängig. Angebaut werden Getreide, Oliven und Gemüsepflanzen wie Bohnen, Kichererbsen und Erbsen; traditionell spielen auch Esskastanien eine wichtige Rolle. In der zweiten Hälfte des 20. Jahrhunderts begann man mit der Entwicklung des Tourismus in Form der Vermietung von Ferienwohnungen (casas rurales).

## Geschichte
Bereits die Römer waren in der Gegend ansässig. Im frühen 8. Jahrhundert gründeten Berber den Ort; aus dieser Zeit stammen auch die ersten landwirtschaftlichen Nutzflächen, die mit Hilfe der reichlich vorhandenen Wasserquellen bewässert werden konnten. Um das Jahr 1485 wurde Benadalid von den Christen zurückerobert (reconquista). Der Aufstand der Morisken in den Alpujarras und in der Serranía de Ronda (1570) und deren anschließende Vertreibung führte zur Entvölkerung des Ortes, die durch die Neuansiedlung von Christen nur teilweise ausgeglichen werden konnte.

## Sehenswürdigkeiten
- Eindrucksvoll ist die Ruine der möglicherweise in die römische und maurische Zeit zurückreichenden Burg (castillo), die jedoch im 15. Jahrhundert von den Christen erneuert wurde. Im Innern der Anlage befindet sich heute der Friedhof (cementerio) des Ortes.[6]
- Die Iglesia de San Isidoro entstand im frühen 16. Jahrhundert; sie wurde jedoch wiederholt verändert, so dass ihr heutiges Erscheinungsbild dem 18. Jahrhundert entstammt.[7]
- Das auch als Restaurant genutzte Museo El Alambique zeigt Gegenstände der Alkohol-Destillation.